# 336-та окрема бригада морської піхоти (РФ)
336-та окрема гвардійська Білостоцька орденів Жукова, Суворова й Олександра Невського бригада морської піхоти (336 ОБрМП, в/ч 06017) — військове з'єднання морської піхоти Військово-морського флоту РФ чисельністю у бригаду. Дислокується у м. Балтійськ, Калінінградська область. Входить до складу берегових військ Балтійського флоту.

## Історія
Після розпаду СРСР у 1992 році 336-та окрема гвардійська бригада морської піхоти Радянської армії перейшла до складу Збройних сил Російської Федерації.

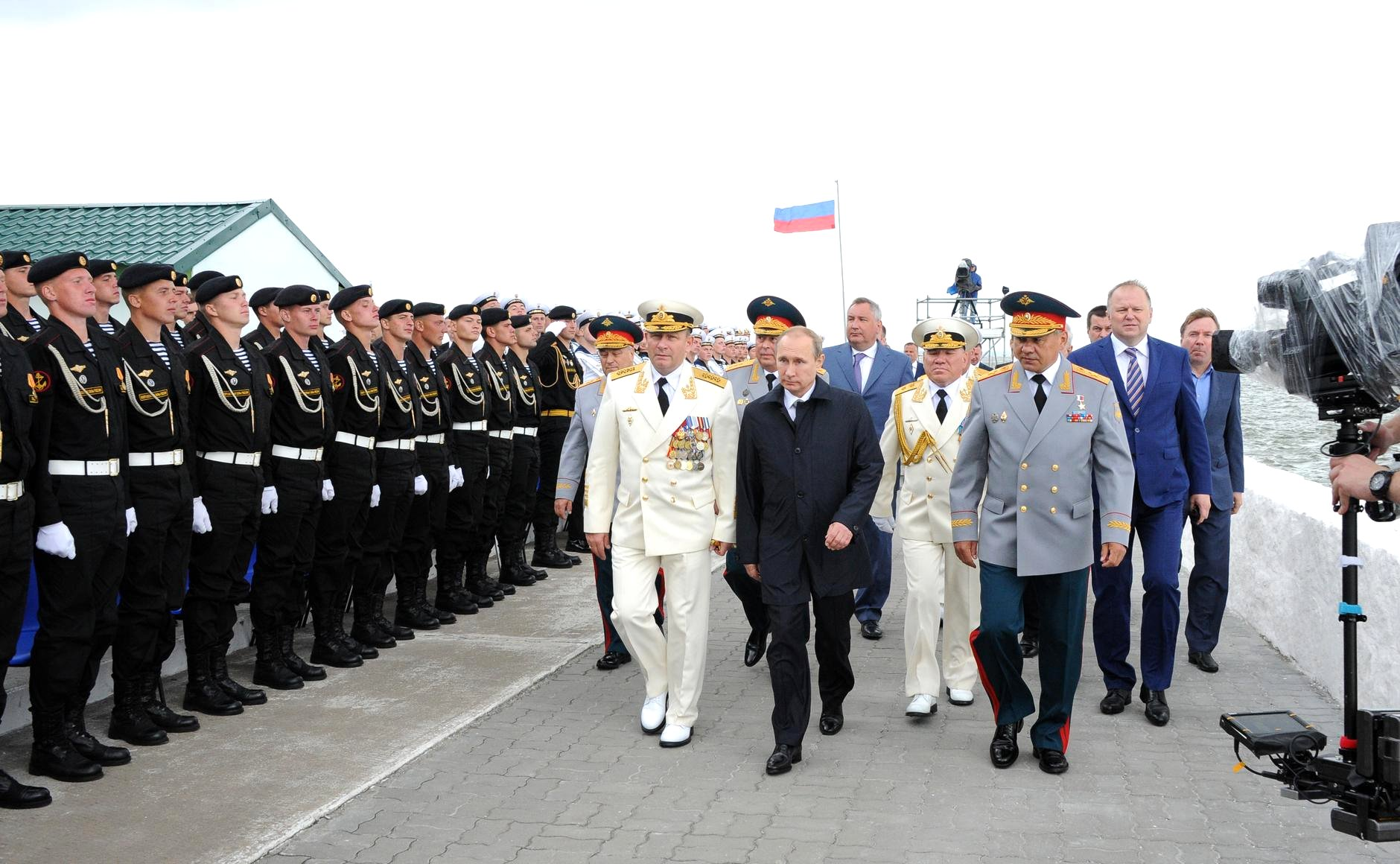
Відвідання Президентом Росії 336-й ОБрМП День ВМФ в Балтійську. 26 липня 2015

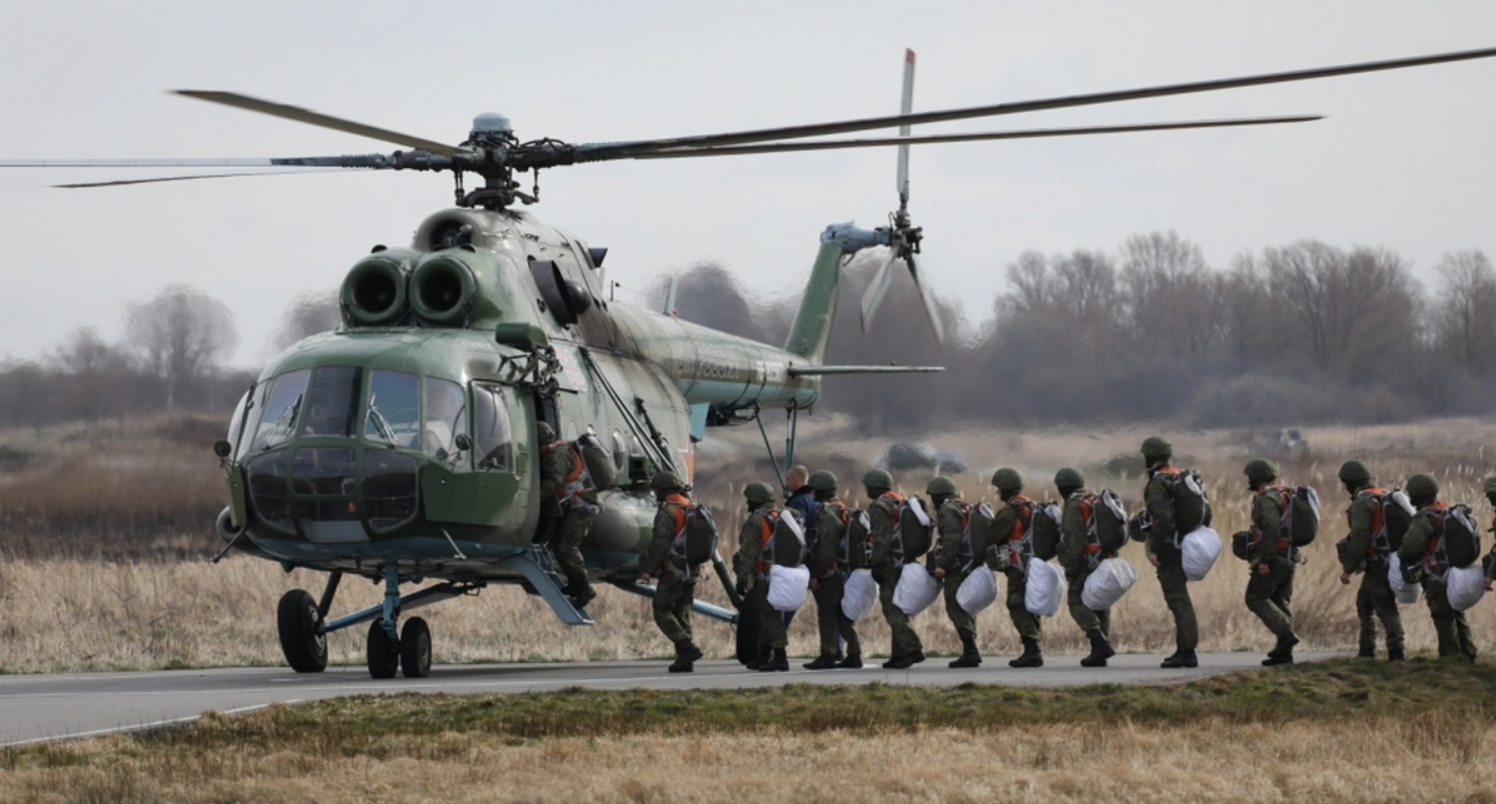
Морські піхотинці Балтійського флоту відпрацьовують повітряне десантування

У 1992 році були розформовані 112-й окремий танковий батальйон, 1615-й окремий реактивний артилерійський дивізіон і 1621-й окремий протитанковий артилерійський дивізіон.
У 2000 році в складі бригади сформовані 724-й окремий розвідувальний батальйон й 1592-й окремий самохідний артилерійський дивізіон.
У 2000 році 336-та бригада надала 189 військовослужбовців для формування 77-ї окремої гвардійської бригади морської піхоти Каспійської флотилії.
З серпня по жовтень 2004 року підрозділи бригади несли бойову службу в Середземному морі з заходом в порти Картахени й Канн.
З січня до червня 1995 року військові частини 336-ї бригади були залучені до участі в Першій російсько-чеченській війні.
Відправка військовослужбовців в зону бойових дій здійснювалася в складі зведених батальйонів.
В ніч з 14 на 15 січня 879 ОДШБ змінив на позиціях підрозділи 104-го і 137-го парашутно-десантних полків, які зазнали великих втрат в боях за президентський палац.
В цілому зведений батальйон провів в боях на передовій 47 діб, втративши убитими 46 і пораненими 70 чоловік. 410 військовослужбовців були нагороджені орденами та медалями, а 5 військовослужбовцям присвоєно звання Героя Росії.

##### 877-й окремий батальйон морської піхоти
Другий зведений батальйон від 336-ї бригади було створено на основі 877-го окремого батальйону морської піхоти (877 ОБМП).
Військовим керівництвом в угрупованні військ був створений зведений 106-й полк морської піхоти, основу якого склали зведені підрозділи від 55-ї дивізії морської піхоти Тихоокеанського флоту. 877 ОБМП увійшов до складу 106-го полку як 3-й батальйон.
877 ОБМП разом з іншими підрозділами 106-го полку морської піхоти брав участь в бойових діях у гірських районах Чечні. Також брав участь у захопленні населених пунктів Шалі, Сержень-Юрт, Махкети, Ведено.
За період перебування в Чечні, що тривав 53 дні, втрати батальйону склали 20 убитими й 51 пораненими.

##### Інтервенція РФ в Сирію
Достовірних фактів (підтверджених російською стороною) за участю військовослужбовців 336-ї бригади у війні в Сирії немає. Принаймні один військовослужбовець загинув в червні 2016 року, перебуваючи у сторожовій охороні пункту видачі гуманітарної допомоги сирійським громадянам.

### Російське вторгнення в Україну (2022)
У 2022 році підрозділи бригади брали участь у повномасштабному вторгненні РФ в Україну. Спочатку, у перші дні вторгнення, планувалися використовувати підрозділи 336-ї бригади для десантної висадки між Миколаєвом та Одесою, проте після розвідувальної висадки, підрозділи зазнали великих втрат, також було знищено деякі судна.
На початок вересня 2022 року відомо про загибель 40 морських піхотинців та замполіта бригади у званні підполковника.
26 липня 2025 року повідомляється, що бригадою було встановлено прапор в селі Маліївка, Дніпропетровської області, Синельниківського району. Тоді 31-а окрема механізована бригада знищила сили противника. Село знаходиться під контролем Збройних сил України

## Склад

### 2016
На 2016 рік бригада мала таку структуру:
- Управління 336-ї бригади — в/ч 06017 Балтійськ
  - рота снайперів;
  - рота зв'язку;
  - батарея протитанкових керованих ракет;
  - вогнеметна рота;
  - інженерно-десантна рота;
  - рота технічного забезпечення;
  - медична рота;
  - комендантський взвод.
- 877-й окремий батальйон морської піхоти (в/ч 81282) — Советськ;
- 879-й окремий десантно-штурмовий батальйон (в/ч 81280) — Балтійськ;
- 884-й окремий батальйон морської піхоти (в/ч 16140) — Балтійськ;
- 724-й окремий розвідувальний батальйон (в/ч 49418) — Балтійськ;
- 1612-й окремий самохідний артилерійський дивізіон (в/ч 63962) — селище Мечнікове;
- 1592-й окремий самохідний артилерійський дивізіон — селище Мечнікове;
- 1618-й окремий зенітний ракетно-артилерійський дивізіон (в/ч 70198) — селище Переславськой.

## Командири
- Кочешков Е. Н. — 1990—1995;
- Артамонов М. А. — 1995—1999;
- Дарковіч А. В. — 1999—2002;
- Гущин А. Ю. — 2003—2006;
- Даржапов О. В. — 2006—2009;
- Аносов А. А. — 2009—2016
- Лазуткін А. А. — 2016 — 2021
- Калмиков Ігор — 2021 — наш час

## Втрати
З відкритих джерел та публікацій журналістів відомо про деякі втрати 336 ОБрМП: